# 颱風帕齊 (1970年)
颱風帕齊（英語：Typhoon Patsy，國際編號：7025，聯合颱風警報中心：27W，菲律宾大气地球物理和天文管理局：Yoling）是1970年太平洋颱風季中第27個被命名的熱帶氣旋、第12個颱風和第七個超級颱風。風暴於11月14日形成，11月22日消散，維持了約八日。帕齊對菲律賓和越南造成很大影響，它在呂宋登陸時，其一分鐘持續風速達到約130英里每小時（209公里每小時），之前更達致約155英里每小時（249公里每小時）的最高一分鐘持續風速，並曾為馬尼拉帶來自1865年有紀錄以來最多人喪生的風災。帕齊出海後威力減弱，並以熱帶風暴的強度吹襲越南，為飽受越戰戰火的越南雪上加霜。帕齊最終造成約8000萬美元（以1970年計）的直接經濟損失，而死亡數字至今仍有爭議。

## 氣象歷史
一個熱帶擾動於11月10日在威克島東南偏南方海面形成和向西移動。受惠著高海水溫度以及微弱的，該擾動於11月14日在馬里亞納群島附近增強成熱帶低氣壓27W。另外受到位於它北方的高壓脊影響，它繼續採取向西的移動路徑，並於同日較後時間增強成熱帶風暴，命名為帕齊。
正當帕齊繼續維持熱帶風暴風力下限的強度時，其速度開始減慢和橫過塞班島北部海面。之後帕齊穩定地增強，到了11月16日在關島西北200英里（322公里）處進一步增強成颱風。11月18日，帕齊達到其巔峰強度、一分鐘持續風速155英里每小時（249公里每小時）。
隨著帕齊繼續靠近菲律賓，它的環流開始受到菲律賓地形影響，強度不增反降。11月19日，帕齊以130英里每小時（209公里每小時）的一分鐘持續風力在呂宋登陸，是為該年自9月以來第三個吹襲當地的颱風。帕齊在橫過呂宋後，威力持續減弱，加上當時南海水溫不高，它在出海時只是一個二級颱風，再於11月20日減弱成為熱帶風暴。11月22日，它以45英里每小時（72公里每小時）登陸越南，不久後消散。

## 影響
帕齊總共造成至少262人死亡（官方數字）、1,756人受傷、另有351人失蹤，直接經濟損失為8000萬美元（以1970年計；若以2005年計，則為4.03億美元），主要來自菲律賓。

### 菲律賓
帕齊是菲律賓史上最多人喪生的風災之一，亦曾是馬尼拉自1865年菲律賓氣象局（今菲律賓大氣地球物理和天文管理局）成立以來最多人喪生的風災，直到2009年熱帶風暴凱莎娜吹襲為止。當地陸上有106人罹難、351人失蹤，海上則有135人淹死。在海上，美國船艦USS塔虎脫總統號在風災中從錨地脫離，並與在馬尼拉灣的一艘希臘船隻「Alikimon」相撞。另有兩艘船在馬尼拉灣擱淺。陸上方面，有31,380間難民房屋倒塌或受損。

### 北越、越南共和国
帕齊雖以熱帶風暴的強度吹襲越南，但為越南帶來相當大的破壞。在當地的非官方死亡數字估計為30人，令總死亡人數增至逾292人；不過由於遭逢越戰正在進行，所以真正的數字已無從稽考。
11月2日，一艘正在南海近越南沿岸作戰的美軍船隻「Army YFU-63」，因受帕齊形成前的低氣壓環流所帶來的惡劣天氣影響，全船翻側。該船在當地時間翌日上午十時被找到，並被救回上岸，船上有11位軍人喪生。另有一人於11月6日在占婆島附近尋回，並被證實因被淹而死。而剩下的九人從未尋回，隨後因帕齊的吹襲而放棄搜救行動，估計他們也已經淹死。該批軍人最後全部獲得特晉，有關家屬也收到高水平的撫卹金。事隔約七年後，即1977年3月16日，再有一人遺體被尋回；但在同一日，前南越的兩艘砲艇在當時「Army YFU-63」翻側現場的南部沉沒，死傷人數不明。

## 參看
- 越南戰爭
- 颱風凱莎娜 (2009年)

## 外部連結
- （英文） 聯合颱風警報中心報告
- （英文） Unisys路徑圖
- （英文） 日本氣象廳路徑圖 （页面存档备份，存于）
- （英文） 另一個「Army YFU-63」沉沒事件專頁